# I Liceum Ogólnokształcące im. Jana Długosza w Nowym Sączu
I Liceum Ogólnokształcące im. Jana Długosza w Nowym Sączu – najstarsza szkoła ponadpodstawowa w Nowym Sączu i regionie. Do 2019 był to Zespół Szkół Ogólnokształcących nr 1 im. Jana Długosza w Nowym Sączu.

## Historia
- 4.XI.1818 – otwarcie sześcioklasowego gimnazjum, 140 uczniów pobiera nauki w budynku przy ul. Pijarskiej
- 1838 – gimnazjum przekazano jezuitom, szkoła mieści się w budynku przy ul. Piotra Skargi
- 1867 – zorganizowanie pełnego ośmioklasowego gimnazjum, pierwszy egzamin dojrzałości
- 1868 – przejście pod nadzór nowo utworzonej C.K. Rady Szkolnej Krajowej
- 1870 – założenie bursy im. Tadeusza Kościuszki
- 17 kwietnia 1894 – pożar Nowego Sącza, ogień trawi jeden z budynków szkolnych
- 23 kwietnia 1894 – wznowienie nauki w nowym budynku przy ul. Długosza 5
- 1 września 1907 – rozpoczęła działalność samodzielna filia c. k. Gimnazjum Wyższego, mieszcząca się w realności R. Pisza przy ul. Wąsowiczów, kierownikiem filii, a następnie gimnazjum został dr Stanisław Klemensiewicz
- 1908 – filia została przekształcona w c. k. Gimnazjum II, późniejsze Państwowe Gimnazjum II im. Króla Bolesława Chrobrego
- 1908 – w związku z utworzeniem nowej placówki dotychczasowy zakład otrzymał nazwę „c. k. Gimnazjum I Wyższe”
- 1912–1918 – liczny udział uczniów I Gimnazjum w tajnej działalności patriotycznej i walkach wyzwoleńczych
- 11 listopada 1918 – w stulecie szkoły uroczystość patriotyczna – manifestacyjne otwarcie szkoły pod białym Orłem
- 1925–1926 – szkoła przyjmuje nazwę Państwowe I Gimnazjum im. Jana Długosza w Nowym Sączu
- 1933–1934 – reforma szkolna tzw. jędrzejewiczowska – wprowadzenie dwustopniowej szkoły średniej ogólnokształcącej. Zarządzeniem Ministra Wyznań Religijnych i Oświecenia Publicznego z 1937 zostało utworzone „I Państwowe Liceum i Gimnazjum im. Jana Długosza w Nowym Sączu” (państwowa szkoła średnią ogólnokształcąca, złożoną z czteroletniego gimnazjum i dwuletniego liceum), po wejściu w życie tzw. reformy jędrzejewiczowskiej szkoła miała charakter męski, a wydział liceum ogólnokształcącego był prowadzony w typie matemtycznym[4]. Pod koniec lat 30. szkoła funkcjonowała pod adresem ulicy Jana Długosza 1[4].
- 1939–1945 – zamknięcie Gimnazjum – w budynku szkoły mieści się szkoła policyjna[5] – okres tajnego nauczania
- luty 1945 – wznowienie nauki w różnych budynkach szkolnych
- od 7 maja 1946 – regularna nauka we własnym budynku szkolnym
- od 1 września 1948 – wprowadzenie czteroklasowego gimnazjum z nazwami klas: ósma, dziewiąta, dziesiąta, jedenasta
- 1952–1957 – liceum jako podległe TPD jest szkołą świecka, koedukacyjną
- 1957–1958 – powrót do dawnej nazwy i męskiego typu szkoły
- 1964 – ponowne wprowadzenie koedukacji
- 1966–1967 – szkoła została uznana za jedną z pięciu w województwie krakowskim tzw. szkół wiodących
- 1967–1968 – w związku z reformą szkolnictwa szkoła przejmuje pierwszych absolwentów ośmioklasowych szkół podstawowych
- 1968–1969 – uroczyste obchody 150-lecia szkoły, wydanie monografii szkoły mgr Antoniego Sitka, szkoła otrzymała złotą odznakę „Zasłużony dla Rozwoju Ziemi Sądeckiej”
- 1972 – remont generalny budynku, założenie centralnego ogrzewania
- 1973 – Instytut Kształcenia Nauczycieli i Badań Oświatowych uznał szkołę za wzorową w pierwszym etapie wdrażania nowoczesnego systemu dydaktyczno-wychowawczego
- 1974 – powstał hymn szkoły – słowa: mgr U. Adamek, muzyka: mgr J. Pach
- 1975 – pierwszy większy sukces w olimpiadach przedmiotowych – Tomek Podgórski laureatem Centralnej Olimpiady Historycznej
- 1976 – powstanie drużyny ZHP „SEKATOR”
- 1978 – Wojewódzka Rada Narodowa nadała I L.O. Złotą Odznakę „Za zasługi dla Województwa Nowosądeckiego”
- 1979 – oddanie do użytku sali gimnastycznej
- 1979 – Ministerstwo Oświaty i Wychowania przyznaje szkole Medal Komisji Edukacji Narodowej
- 1983 – wizyta ministra Oświaty i Wychowania, prof. dr hab. Bolesław Farona absolwenta I L.O. z roku 1954
- 1983 – I rajd szkolny – tradycja utrzymywana do dziś
- 10 maja 1985 – odsłonięcie popiersia patrona szkoły Jana Długosza
- październik 1986 – przyjęcie szkoły do klubu UNESCO
- 6 grudnia 1986 – sesja naukowa pt.: „Zapewnić światu pokój”
- październik 1985 – udział przedstawicieli I LO w zjeździe szkół 100-letniej tradycji
- 1988 – uroczyste obchody 170-lecia szkoły
- 1998 – uroczyste obchody 180-lecia szkoły
- 1999 – utworzone zostaje przy I LO – Gimnazjum i szkoła otrzymuje nazwę: Zespół Szkół Ogólnokształcących Nr 1 im. Jana Długosza w Nowym Sączu
- 2017 – rozpoczęcie stopniowego wygaszania I Gimnazjum
- 2018 – uroczyste obchody 200-lecia szkoły.
- 2024 – obchody 206-lecia szkoły[6]

## Szkoła obecnie

### Chór „Scherzo”
Chór I Liceum Ogólnokształcącego w Nowym Sączu „Scherzo” (z wł. żart) – powstał w 1987 r. Jest czterogłosowym chórem mieszanym skupiającym młodzież z kilku szkół sądeckich. Liczy około 60 osób w wieku 15–18 lat. Zespół pracuje również w dwóch formacjach: jako zespół wokalny wykonujący madrygały i chansonne oraz chór kameralny śpiewający muzykę dawną. Repertuar zespołu obejmuje głównie muzykę polską okresu Renesansu oraz współczesną, m.in. fragmenty „Carmina Burana” C. Orffa i „Misa Criolla” A. Ramireza. Jest zdobywcą wielu nagród na konkursach ogólnopolskich. Nagrał i wydał dwie kasety ze swoim repertuarem. Koncertował za granicą m.in. w Niemczech, Włoszech, Francji, Belgii i Anglii. W latach 1993 i 1997 wystąpił z koncertami u papieża Jana Pawła II. Ponadto występował w ratuszu i sądeckich kościołach, uczestniczył w wielu uroczystościach miejskich i wojewódzkich, prowadził audycje muzyczne dla szkół. W latach 1991–95 chór działał pod patronatem Młodzieżowego Domu Kultury. W 1996 r. powstało Stowarzyszenie wspierające chór organizacyjnie. Zespół podnosi swój poziom artystyczny m.in. na wakacyjnych obozach szkoleniowo-wypoczynkowych. Jego działalność jest finansowana przez Ministerstwo Edukacji Narodowej, Wydział Kultury Urzędu Miejskiego, Kuratorium Oświaty, Radę Szkoły oraz wielu sponsorów prywatnych.

### Festiwal Młodych Talentów
W rok 1971 młodzież działająca w Samorządzie Szkolnym wpadła na pomysł zorganizowania przeglądu artystycznego, w którym talenty mogliby zaprezentować uczniowie. Pod kierunkiem prof. Józefy Piwowar i prof. Wojciecha Froehlicha, młodzież przygotowała I Festiwal Młodych Talentów. Uczniowie prezentowali swoje uzdolnienia w konkurencjach: gra na instrumencie, śpiew solowy, recytacja, taniec, gra zespołu muzycznego, kabaret oraz rysunek z natury. Do 1980 r. odbywał się on rokrocznie. W latach 1982 i 1983 młodzież doprowadziła do zorganizowania kolejnych koncertów festiwalowych. W 1989 r. młodzież pod wodzą prof. Barbary Porzucek zorganizowała kolejny XIII Festiwal. Tradycja jest kontynuowana.

### Biblioteka
Biblioteka mieści się w budynku głównym szkoły na parterze. Posiada wypożyczalnię i czytelnię. Obecnie liczy około 19 300 woluminów. Są również czasopisma podarowane: w języku niemieckim, angielskim i rosyjskim oraz „POLITYKA”. Z czytelni mogą korzystać również osoby nie związane ze szkołą. Liczba odwiedzin, która w tym roku przekroczyła już 1300.
Cimelia biblioteki szkolnej:
- Nałęcz, Romans z dziejów polskich. 1828
- Władysław Syrokomla, Dwie koronacye Sasów. 1854
- Piotr Skarga, Kazanie sejmowe. 1857
- J. Przyborowski, Wiadomości o życiu i pismach Jana Kochanowskiego. 1857
- Mikołaj Rej, Żywot człowieka poczciwego. 1859
- S.B.Linde, Słownik języka polskiego. 1859
- Wespazjan Kochowski, Pisma wierszem i prozą. 1859

## Osoby związane ze szkołą

### Nauczyciele
- Kazimierz Firganek
- Sebastian Flizak
- Marian Janelli
- Tadeusz Miękisz
- Zygmunt Zagórowski

### Absolwenci
W ciągu 183 lat szkołę ukończyło 11421 absolwentów, wśród nich znalazło się wiele znakomitości polskiej nauki, kultury i polityki. Słynni absolwenci „Długosza”:

### 1818 – 1867
- Józef Dietl – polsko-austriacki lekarz, polityk, profesor i rektor Uniwersytetu Jagiellońskiego, prezydent Krakowa
- Albin Dunajewski – metropolita krakowski, kardynał
- Józef Sembratowicz – greckokatolicki metropolita lwowski

### 1867 – 1918
- Bolesław Barbacki – uczeń gimnazjum, malarz portrecista, rozstrzelany w 1941
- Józef Barycz – kapitan Wojska Polskiego
- Adam Karol Benisz – górnośląski działacz plebiscytowy, jeden z dowódców w III powstaniu śląskim, członek Komisji Międzynarodowej z ramienia Ligi Narodów ds. Górnego Śląska
- Jan Zygmunt Berek (matura 1915) – generał brygady Wojska Polskiego
- Artur Berson – inżynier, meteorolog, fizyk
- Marian Chodacki – polski dyplomata, major dyplomowany piechoty
- Bronisław Chruściel – generał brygady Wojska Polskiego
- Karol Frytz – podchorąży Wojska Polskiego, kawaler Virtuti Militari
- Michał Gałązka – honorowy generał brygady Wojska Polskiego
- Józef Giza – generał brygady Wojska Polskiego
- Stanisław Habowski – generał brygady Wojska Polskiego
- Wilhelm Kasprzykiewicz – podpułkownik dyplomowany piechoty Wojska Polskiego
- Karol Benedykt Kautzki – nauczyciel, polityk
- Zenon Klemensiewicz – polski językoznawca, autor podręczników gramatyki, członek Polskiej Akademii Nauk
- Zdzisław Kurnikowski – urzędnik konsularny
- Stanisław Kwapniewski – oficer
- Józef Kustroń – legionista II Brygady, generał brygady WP, dowódca 21 Dywizji Piechoty, poległ w 1939 pod Oleszycami prowadząc dywizje do kontrataku
- Jakub Pawłowski – poseł na Sejm
- Kazimierz Pieracki – wiceminister Ministerstwa Wyznań Religijnych i Oświecenia Publicznego RP
- Eugeniusz Romer – profesor Uniwersytetu Jana Kazimierza we Lwowie, polski geograf i kartograf, wiceprezes Międzynarodowej Unii Geograficznej
- Jan Romer – generał dywizji WP, inspektor armii, kawaler orderu Virtuti Militari II i V klasy
- Stanisław Stroński – profesor Uniwersytetu Jagiellońskiego, poseł na Sejm, redaktor „Rzeczypospolitej”
- Bolesław Wieniawa-Długoszowski – generał dywizji Wojska Polskiego, dyplomata
- Jerzy Żuławski – poeta, powieściopisarz, dramaturg

Abiturienci z 1914
- Stefan Dul – podpułkownik piechoty Armii Krajowej, kawaler Virtuti Militari
- Adam Dzianott – podpułkownik dyplomowany artylerii Wojska Polskiego
- Władysław Kiełbasa (1893–1939) – podpułkownik piechoty Wojska Polskiego
- Ferdynand Markiewicz – major piechoty Wojska Polskiego, kawaler Virtuti Militari
- Karol Mika – porucznik Wojska Polskiego
- Bronisław Pieracki – członek Związku Strzeleckiego, legionista, minister spraw wewnętrznych, poseł na Sejm RP
- Józef Życzkowski – dyrygent i pedagog, wykładowca Konserwatorium Towarzystwa Muzycznego w Krakowie
- Józef Motyka – botanik, profesor systematyki roślin i geografii roślin Uniwersytetu Marii Curie-Skłodowskiej w Lublinie

### 1918 – 1939
- Henryk Barycz – profesor Uniwersytetu Jagiellońskiego, historyk
- Jan Flis – profesor Wyższej Szkoły Pedagogicznej w Krakowie, znany geograf
- Stefan Jarosz – badacz Alaski, znany podróżnik
- Julian Lambor – profesor Politechniki Warszawskiej, znany hydrolog
- Andrzej Pelczar – historyk, organizator i dyrektor Biblioteki Gdańskiej PAN
- Emanuel Ringelblum – polsko-żydowski historyk, pedagog i działacz społeczny
- Józef Wąsowicz – profesor Uniwersytetu Jana Kazimierza i Uniwersytetu Wrocławskiego, geograf i kartograf
- Zdzisław Wójcik – ambasador w Libanie i Kuwejcie

### 1945 – 2020
- Leszek Bednarczuk – polski językoznawca, indoeuropeista i celtolog[8]
- Zygmunt Berdychowski – poseł na Sejm RP
- Bolesław Faron – prof., minister Edukacji Narodowej (1981–1986), rektor Wyższej Szkoły Pedagogicznej w Krakowie
- Wojciech Froehlich – prof., dyrektor Zakładu Geomorfologii i Hydrologii Gór i Nizin PAN
- Franciszek Gągor – generał, szef Sztabu Generalnego Wojska Polskiego
- Ludomir Handzel – prezydent Nowego Sącza od 2018 r.
- Juliusz Janusz – arcybiskup tytularny, nuncjusz Stolicy Apostolskiej w Rwandzie, od 1998 powołany na nuncjusza Stolicy Apostolskiej w Mozambiku, Nuncjusz Apostolski w Budapeszcie
- Jolanta Klimek-Grądzka – polska polonistka, slawistka i profesor Katolickiego Uniwersytetu Lubelskiego Jana Pawła II; związana z Małopolskim Centrum Kultury „Sokół” w Nowym Sączu
- Ludomir Krawiński – były prezydent Miasta Nowego Sącza
- Antoni Malczak – muzyk, pedagog, dyrektor Małopolskiego Centrum Kultury SOKÓŁ w Nowym Sączu od 1980 do 2019 roku
- Leszek Mazan – publicysta krakowski
- Stanisław Mazur – polski politolog, doktor habilitowany nauk humanistycznych, profesor uczelni na Uniwersytecie Ekonomicznym w Krakowie
- Andrzej Mączyński – sędzia Trybunału Konstytucyjnego
- Krzysztof Pawłowski – senator RP, rektor Wyższej Szkoły Biznesu w Nowym Sączu i Tarnowie
- Zbigniew Ślipek – profesor, rektor dwóch kadencji Akademii Rolniczej w Krakowie
- Leszek Wójtowicz – bard Piwnicy Pod Baranami w Krakowie
- Marian Zając – ksiądz, profesor Katolickiego Uniwersytetu Lubelskiego Jana Pawła II
- Jerzy Zoń – twórca i dyrektor teatru
- Katarzyna Ucherska – polska aktorka
- Łukasz Warzecha – reżyser
- Jakub Polaczyk – polski kompozytor i pianista